# Tuin- en landschapsarchitect

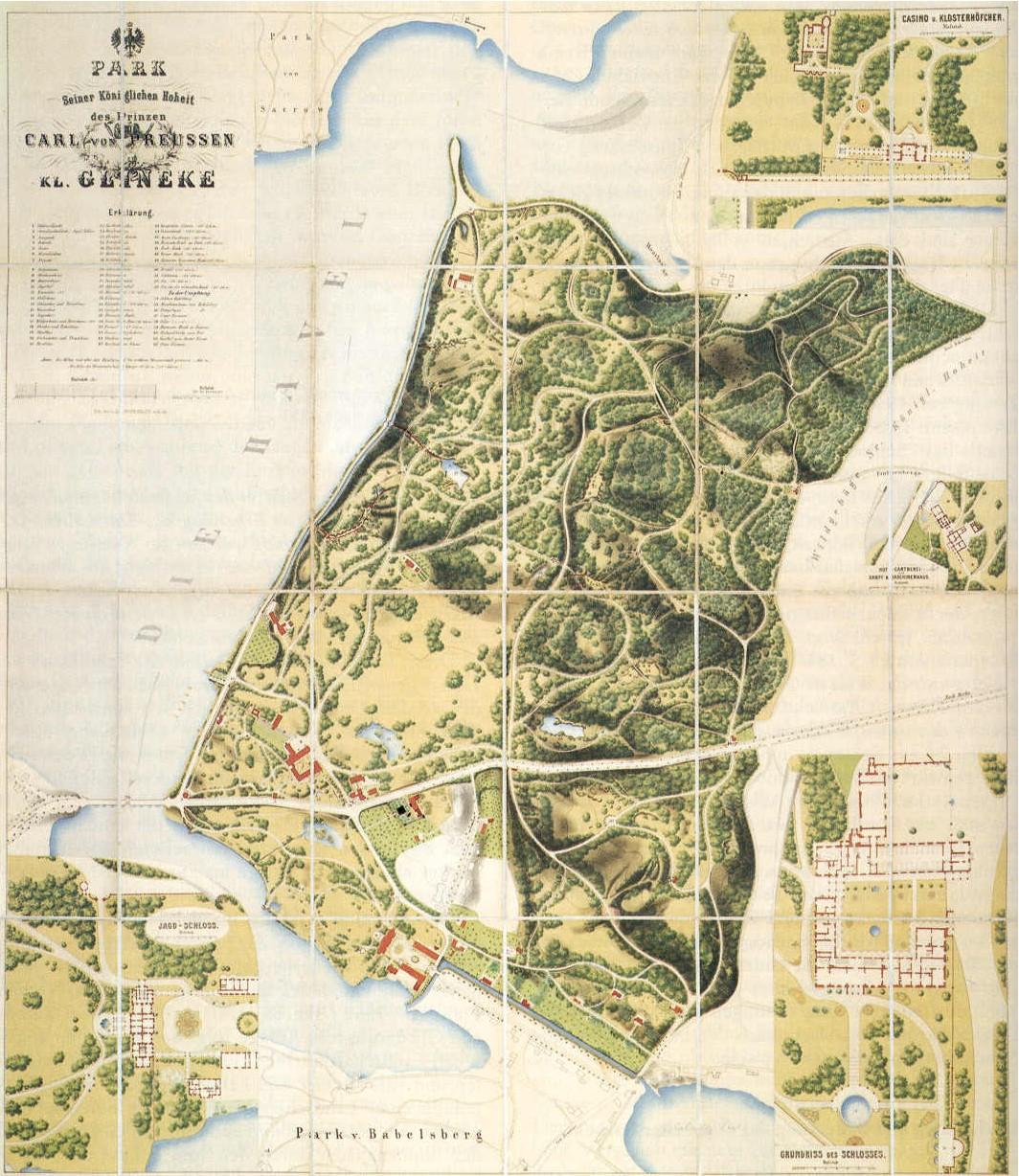
Plan voor het Glienickepark in Duitsland.

Tuinarchitect en tuin- en landschapsarchitect zijn beschermde titels voor personen die actief zijn in de tuin- en landschapsarchitectuur. Een tuin- en landschapsarchitect ontwerpt groene ruimten, soms als afzonderlijk project, maar meestal in combinatie bij een architectonisch ontwerp. Hij werkt dus vaak samen met een architect.
Om zich in Nederland tuinarchitect of landschapsarchitect te mogen noemen, moet men officieel geregistreerd staan in het architectenregister.

## Opleiding
Er zijn verschillende opleidingen tot landschapsarchitect in Nederland:
- Technische Universiteit Delft
- Wageningen University & Research
- Academie van Bouwkunst Amsterdam

Op HBO-niveau zijn er ook opleidingen voor landschapsinrichting of -ontwerp te volgen: 
- Van Hall Larenstein
- HAS green academy

Ook kan men deze richting volgen in België:
- Hogeschool Gent
- Erasmushogeschool Brussel

De studie Landschapsarchitectuur werd in Nederland traditioneel onderwezen aan de Landbouw Hogeschool te Wageningen. Nog steeds kan aan de Wageningen University een vijfjarige opleiding tot Landschapsarchitect worden gevolgd. De opleiding bestaat uit een driejarige bachelor en een tweejarige master landschapsarchitectuur. De master geeft recht op het dragen van de titels MSc (Master of Science) en het voeren van de titel Landschapsarchitect.
Tegenwoordig  is de studie ook te volgen aan de Technische Universiteit te Delft.
In Nederland is tuin- en landschaparchitect een beschermde titel in het kader van de Wet op de architectentitel (WAT).
Daarnaast wordt de studie Landschapsarchitectuur ook aangeboden aan de Academie van Bouwkunst te Amsterdam. Deze master wordt als deeltijdopleiding gegeven en duurt vier jaar.
Op hbo-niveau wordt van oudsher het vak Tuin-en landschapsinrichting gegeven aan de Hogeschool Van Hall Larenstein te Velp. In 's-Hertogenbosch op Hogeschool HAS Den Bosch wordt een vierjarige HBO-studie Landscape design aangeboden. Met deze studie wordt men geen landschapsarchitect, maar het na het behalen van het diploma is het mogelijk om aan een academie of universiteit door te studeren. Vaak kan dan op basis van de vooropleiding een verkort studieprogramma worden gevolgd.
In Vlaanderen zijn er twee hogescholen die een professionele Bachelor in de landschaps- en tuinarchitectuur afleveren:
- Het departement Campus Jette van de Erasmushogeschool Brussel in Brussel, Jette (voorheen HORTECO in Vilvoorde)
- De Campus Bijloke van de Hogeschool Gent

## Bekende tuinarchitecten
- Zie Lijst van bekende tuin- en landschapsarchitecten